# Rachetă aer-aer

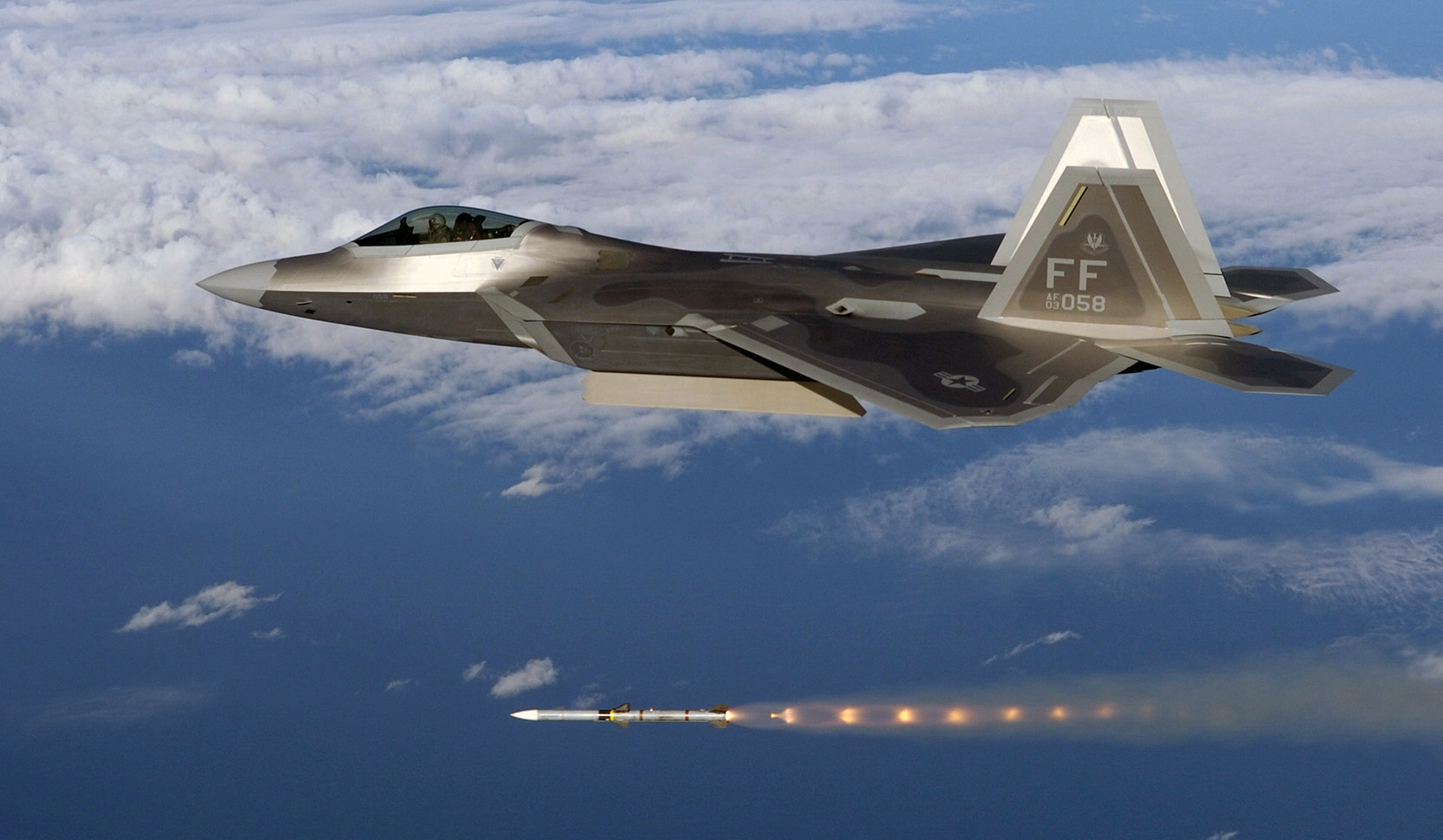
Lansarea unei rachete aer-aer AIM-120 AMRAAM de către un avion F-22.

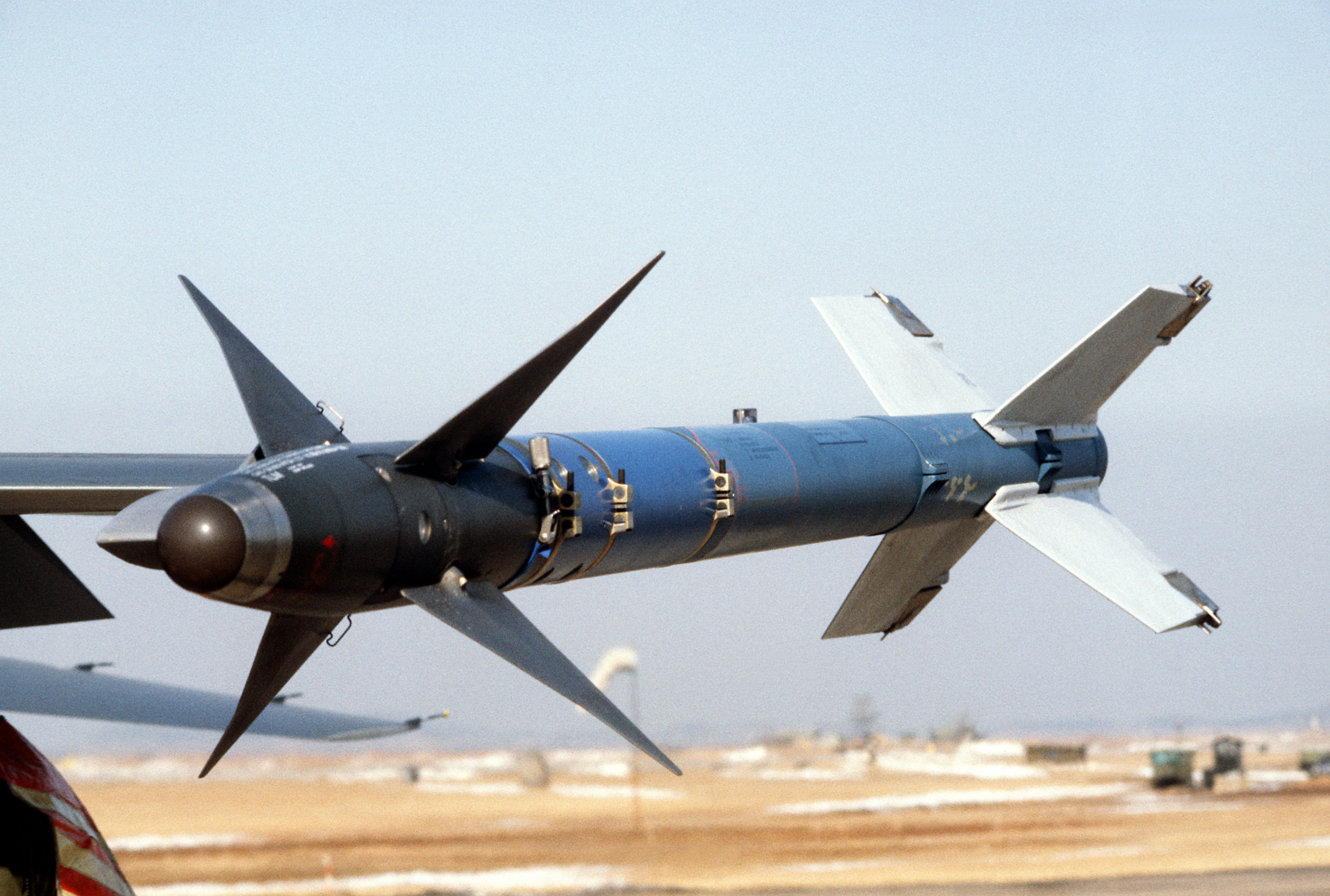
Rachetă aer-aer AIM-9L.

O rachetă aer-aer este o rachetă lansată de pe un avion în scopul de a distruge un alt avion. Rachetele aer-aer în general sunt antrenate de una sau mai multe motoare de rachetă, de obicei cu combustibil solid, dar uneori și cu combustibil lichid.
Rachetele aer-aer se pot grupa după raza de acțiune în:
- rachete aer-aer cu rază scurtă de acțiune (sub 32 km), care se folosesc în special pentru luptele aeriene la care manevrabilitatea este mai importantă decât raza de acțiune. Multe dintre acestea sunt dotate cu senzor termic.
- rachete aer-aer cu rază medie sau lungă de acțiune (peste 32 km), de obicei sunt ghidate prin radar.

În 1956, Forțele Aeriene ale SUA au început să echipeze avioanele cu rachete de tip AIM-4 Falcon, iar Marina Militară a Statelor Unite ale Americii cu rachete  AIM-7 Sparrow și AIM-9 Sidewinder.
Armata sovietică a început dotarea avioanelor sovietice cu rachete de tip Kaliningrad K-5 în 1957.
În contextul dezvoltării continue a sistemelor de rachete, confruntările aeriene moderne constau aproape în exclusivitate în lupte cu rachete aer-aer. Încrederea în rachete era atât de mare, încât în anii 1960 avioanele F-4 Phantom II au fost dotate exclusiv cu rachete, fără niciun alt tip de armă. Acest lucru s-a dovedit a fi o greșeală, pierderile suferite de americani în Războiul din Vietnam fiind mari. Ulterior, s-au reintrodus tunurile de bord în dotarea avioanelor, dar rachetele au rămas principalele arme ale avioanelor în luptele aeriene.